# Golpe de Estado no Mali em 2020
O golpe de Estado no Mali em 2020 começou em 18 de agosto de 2020 quando membros das Forças Armadas do Mali iniciaram um motim. Soldados em caminhonetes invadiram a base militar de Soundiata na cidade de Kati, onde tiros foram trocados antes de armas serem distribuídas do arsenal e oficiais superiores presos. Tanques e veículos blindados foram vistos nas ruas da cidade, assim como caminhões militares em direção da capital, Bamako.
Os soldados detiveram vários funcionários do governo, incluindo o presidente Ibrahim Boubacar Keïta, que renunciou e dissolveu o governo.  Este foi o segundo golpe militar do país em menos de dez anos, após o golpe de Estado de 2012. 

## Antecedentes
Protestos ocorriam no Mali desde 5 de junho, com manifestantes pedindo a renúncia do presidente Ibrahim Boubacar Keïta.  Os manifestantes estavam descontentes com a gestão da insurgência em curso, alegada corrupção do governo, a pandemia de COVID-19 e uma economia em crise.  Onze mortes e 124 feridos foram relatados durante os protestos. 

## Incidente
Na manhã do dia 18 de agosto de 2020, soldados começaram a atirar para cima na base militar de Kati, uma cidade a 15 km de distância de Bamako, capital de Mali.
De acordo com relatos, os amotinados, liderados pelo Coronel Major Ismael Wagué, prenderam o Ministro das Finanças Abdoulaye Daffe, o Chefe do Gabinete da Guarda Nacional, e Moussa Timbiné, orador da Assembleia Nacional. O primeiro ministro Boubou Cissé tentou dialogar com os amotinados, afirmando que suas frustrações eram legítimas. Um dos líderes do motim mais tarde afirmou que o presidente Ibrahim Boubacar Keïta e Cissé haviam sido presos na residência do presidente, em Bamako. O Diretor da Comissão da União Africana, Moussa Faki, confirmou que Keïta, Cissé e outros oficiais haviam sido presos, e que tinha pedido pela soltura destes. Um porta-voz da coalizão de oposição à M5-RFP agradeceu pelas prisões realizadas, descrevendo-as como um "insurreição popular".
À medida que a notícia do motim se espalhou, centenas de protestantes se mobilizaram em frente ao Monumento da Independência de Bamako, exigindo a renúncia de Keïta. Os protestantes também colocaram fogo em um prédio pertencente ao Ministério da Justiça.

## Resultado
O presidente Keïta renunciou no dia 19 de agosto, de acordo com o relato dos canais de televisão estatais, ao mesmo tempo que dissolveu o governo e o parlamento: "Não quero que sangue seja derramado para que eu permaneça no poder", ele afirmou.
Líderes militares ordenaram que todas as fronteiras fossem fechadas e impuseram um toque de recolher noturno: "A partir de hoje, 19 de agosto de 2020, todas as bordas aéreas e terrestres estão fechadas até novas ordens. Um toque de recolher está em vigor de 9 da noite até 5 da manhã até novas ordens", Coronel-Major Ismaël Wagué, Vice-Chefe do Estado-Maior das Forças Aéreas de Mali, anunciou pela televisão. Ele também convidou grupos da oposição para discutirem sobre novas eleições.

## Reações internacionais

### Organizações intergovernamentais
Josep Borrell, o Alto Representante da União para os Negócios Estrangeiros e a Política de Segurança da União Europeia, condenou a tentativa de golpe e pediu por diálogo, e anunciou que estava em contato com outros representantes para decidir a resposta da comunidade internacional ao motim. Moussa Faki, o Diretor da Comissão da União Africana, condenou a prisão de Keïta, Cissé e outros oficiais do governo, e pediu por sua soltura. O Secretário-geral das Nações Unidas, António Guterres, pediu pela restauração imediata da ordem constitucional e do Estado e Mali.

### Representantes de outras nações
Representantes de diversas nações, incluindo a França, os Estados Unidos, o Canadá, a Rússia, a Turquia e a China condenaram o golpe. O Ministro das Relações Exteriores do Irã anunciou que irá investigar o golpe de estado.